# Club 4 de Octubre
El 4 de Octubre Foot-Ball Club (conocido popularmente como Club 4 de Octubre de Atyrá) es un club de fútbol de Paraguay de la ciudad de Atyrä en el Departamento de Cordillera. El nombre hace referencia a la fecha de fundación de la ciudad de Atyrá.
Participa en la Liga Atyreña de Deportes, afiliada esta a la U.F.I.
Entre el 2011 y 2015 jugó en la Primera División Nacional B, la cual es equivalente a la Tercera División para clubes del interior del país procedentes de una liga regional.

## Historia
El club Club 4 de Octubre se ha destacado como uno de los más ganadores de su ciudad y departamento. Obtuvo su primer campeonato en 1975 y repitió el título hasta conseguir un hexacampeonato en 1980.
Fue nuevamente campeón de la Liga Atyreña de Deportes en 1987 y luego bicampeón en 1990-1991. Sus siguientes campeonatos fueron los de 1995, 1999, 2001 y 2003. 
Luego vino un tetracampeonato, en los años 2006, 2007, 2008 y 2009.

### Copa de Campeones
El club ha participado en varias ediciones de la Copa de Campeones de la UFI (la cual concedía un cupo a la División Intermedia y se disputaba entre campeones de ligas regionales del interior del país), siendo su mejor ubicación la obtenida en el último campeonato, en el 2007.
En el año 2000 se eliminó en primera ronda al acabar segundo entre tres equipos, detrás del futuro vicecampeón Ita Ybaté de Villeta. Igual suerte corrió en el 2001, en el que jugó contra Olimpia de Itá y el mismo Itá Ybaté, que al final fueron vice y campeón del certamen.
Aparentemente el club no jugó el torneo del 2002.  En el caso de la edición del 2003, pidieron permiso para no jugar debido a que su estadio se hallaba en refacciones de cara al Campeonato Nacional Interligas que se inauguró en su cancha en septiembre.
En la edición del 2004 tampoco pudo superar la primera fase. En el 2005 la serie regional de Cordillera fue ganada por el 8 de diciembre de 2012, aparentemente también participó el 4 de Octubre.
Su mejor participación sería en el 2007 cuando, tras eliminar previamente al 8 de Diciembre de Caaguazú, disputó las finales con el Benjamín Aceval (campeón) y el Club Hernandarias. Obtuvo el vicecampeonato y estuvo a solo un punto del título y el ascenso.

### Campeonato Nacional B
Con la creación del Nacional B, como tercera categoría del fútbol paraguayo para equipos del interior del país, el club decidió participar en el Clasificatorio de la U.F.I. que otorgaría 7 cupos para el mismo. Logró su ingreso finalmente y disputó el primer Campeonato Nacional B en el año 2011. 
En el primer Campeonaro Nacional B del año 2011 acabó en cuarto puesto entre 8 participantes.
En el Campeonato Nacional B del 2012, participó en el Grupo A, pero no pudo pasar de la primera fase.
En el Campeonato Nacional B del 2013, de nuevo no pudo pasar de la primera ronda en el Grupo A.
En el Torneo Promoción a la Intermedia 2014 ganó el Grupo B en la primera fase. Siendo posteriormente eliminado en semifinales por la Liga Ovetense.
En el Campeonato Nacional B del año 2015, formó parte del Grupo B en la primera fase, ganó su grupo, aunque luego quedaría eliminado en cuartos de final.

## Presidentes
El presidente actual es Amarildo Saguier.
En la época del exacampeonato el
Tesorero fue don Virgilio Fariña y el equipo lo conformaban: 
1. Angel Cálcena
2. Rubén Páez
3. Oscar Berdejo
4. Isabelino Ferreira
5. Luís Ibarra
6. Enrique Jiménez
7. Fermín Ferreira
8. César Duré
9. Avelino Centurión
10. José Miguel Rolón
11. Celso Duré 
También integraron el equipo: Heriberto Leiva, Wilfrido Figueredo, Rubén Aranda, Juan Romero, Olegario Saldívar y C. Meléndez, siendo director técnico Esteban Domínguez

## Uniforme
- Uniforme titular:

## Estadio
El estadio San Francisco de Asís se halla en su propio local y fue refaccionado en el año 2011, cuenta con capacidad para 7000 personas; además de cabinas de prensa, amplios vestuarios para ambos equipos, sanitarios de primer nivel y alambradas tipo olímpicas.

## Datos del club
- Temporadas en Tercera División: 5 (2011-2015).

## Palmarés

### Torneos nacionales
- Vicecampeón de la Copa de Campeones de la UFI (1): 2007.

### Torneos regionales
- Campeón de la Liga Atyreña de Deportes (17): 1975, 1976, 1977, 1978, 1979 y 1980 (hexacampeón); 1987; 1990 y 1991 (bicampeón), 1995, 1999, 2001 y 2003; 2006, 2007, 2008, 2009 (tetracampeón).